# Glykogensynthase-Kinase 3
Glykogensynthase-Kinase 3 (GSK-3) ist eine Serin/Threonin-Protein-Kinase, es handelt sich also um ein Enzym, welches selektiv Phosphat-Reste an die Serin- und Threonin-Reste anderer Proteine anbringt (in diesem Fall handelt es sich um die Glykogensynthase). Die Phosphorylierung bestimmter Zielproteine durch GSK-3 inhibiert diese in der Regel.

## Funktion
GSK-3 phosphoryliert die Glykogensynthase, die dadurch inaktiviert wird. GSK-3 spielt somit eine Rolle in der Regulation der Glycogensynthese. In der Fruchtfliege Drosophila melanogaster und dem Krallenfrosch Xenopus laevis ist die GSK-3 (hier: GSK-3β) auch an der Signaltransduktion im Wnt-Signalweg beteiligt. Die Kinase arbeitet dabei in einem Proteinkomplex zusammen mit Adenomatous-polyposis-coli-Protein (APC) und dem Gerüstprotein Axin und phosphoryliert das Protein β-Catenin. Diese führt zur Ubiquitinylierung und Abbau von β-Catenin durch Proteasen, wodurch es nicht in den Zellkern eindringen und dort seine genregulatorische Funktion ausführen kann. Wenn jedoch das Protein Disheveled über den Wnt-Signalweg aktiviert wird, wird die GSK-3 selbst inaktiviert und β-Catenin akkumuliert im Cytoplasma und im Zellkern, wo es seine regulatorische Funktion ausübt und Wnt-Zielgene aktiviert.
Forschungen an der Stanford University und an der Universität Karlsruhe zeigten, dass die Hemmung von GSK-3 beispielsweise durch LiCl zur Behandlung von Brustkrebs und Mixed lineage leukemia (MLL), einer Blutkrebsform dienen kann.

## GSK-3-Deaktivierung
GSK-3 kann durch die Proteinkinase B phosphoryliert und somit deaktiviert werden. Somit ist die PKB (Proteinkinase B) ein Aktivator für die Signaltransduktionswege, welche normalerweise durch die GSK-3 geblockt sind. 